# Бердсолл, Эмма
Эмма Бердсолл (англ. Emma Birdsall; род. 21 января 1992) — австралийская певица и автор песен из Сиднея, Нового Южного Уэльса. Участвовала в австралийской версии шоу «Голос», где заняла 16 место. После этого она подписала контракт с лейблом Island Records Australia — дочерним лейблом Universal Music Group. Там же ожидается выход дебютного сольного альбома певицы в 2016 году. 16 августа 2013 года был выпущен дебютный сингл «Lovers & Friends». Также снимается в драме Nine Network «Любовное дитя», к которой написала саундтрек.

## Карьера
Пришла к славе в 2012 году, приняв участие в австралийской версии шоу «Голос». В 2014 году выпустила песню «Lovers And Friends». В 2015 году совместно с Троем Сиваном записала сингл «Fools». Также участвует в различных шоу, в частности на Бродвее.

## Дискография

### Синглы
| Год  | Синглы                                                                       | Позиция в чартах | Позиция в чартах | Позиция в чартах | Альбом |
| Год  | Синглы                                                                       | AUS              | BEL (Vl)         | FR               | Альбом |
| ---- | ---------------------------------------------------------------------------- | ---------------- | ---------------- | ---------------- | ------ |
| 2012 | «The Look of Love» (The Voice Australia Performance)                         | 58               | -                | -                | -      |
| 2012 | «I Never Loved a Man (The Way I Love You)» (The Voice Australia Performance) | 36               | -                | -                | -      |
| 2012 | «At Last» (The Voice Australia Performance)                                  | 85               | -                | -                | -      |
| 2012 | «Mercy» (The Voice Australia Performance)                                    | 220              | -                | -                | -      |
| 2013 | «Lovers & Friends»                                                           | 103              | -                | -                | -      |